# Hoatzin
Der Hoatzin (Opisthocomus hoazin), auch Schopfhuhn, Zigeunerhuhn oder Stinkvogel genannt, ist eine Vogelart, die im nördlichen Südamerika lebt. Da eine Untersuchung des Erbguts keine nähere Verwandtschaft zu anderen lebenden Vögeln zeigte, wird er einer eigenen Familie und Ordnung zugeordnet. Von allen anderen Vögeln unterscheidet sich der Hoatzin durch sein an Wiederkäuer erinnerndes Verdauungssystem und die krallenbewehrten Flügel der Jungvögel.

## Merkmale
Gestaltlich hat der Hoatzin entfernt Ähnlichkeit mit den Hokkohühnern, worauf auch sein lokaler Name guacharaca de Agua („Wasser-Chakalaka“) hindeutet. Er ist mit einer Länge von 62 bis 70 cm und einem Gewicht von 700 bis 900 g ein recht großer und schwerer Vogel, der durch einen kleinen Kopf, einen langen Hals und einen langen Schwanz gekennzeichnet ist. Die Oberseite ist bronzefarben, eine cremefarbene Streifung zieht sich über Nacken und Vorderrücken. Kehle und Brust sind beige, zur Schwanzbasis hin geht die Farbe der Unterseite allmählich in kastanienbraun über. Die Flügeldecken sind braun mit weißem Saum und weißen Streifen. Auch der Schwanz ist dunkelbraun; eine cremefarbene Endbinde ist meistens vorhanden, kann aber durch Abnutzung der Schwanzfedern im Alter verloren gehen.
Im Gesicht ist das rote Auge beidseits von nackten, blauen Hautpartien umgeben. Auffällig ist eine 4 bis 8 cm lange Haube, die meistens aufgerichtet ist. Diese Haube ist bei Männchen geringfügig größer als bei Weibchen, was der einzige äußerlich sichtbare Unterschied zwischen den Geschlechtern ist. Im Feld ist dieser minimale Geschlechtsdimorphismus zur Bestimmung allerdings nicht nutzbar.
Der Schnabel ist schwarz, kräftig und kurz und erinnert an einen Hühnerschnabel. Auch die Beine sind schwarz. Obwohl diese kräftig und voll entwickelt sind, benutzen die Vögel sie kaum zur Fortbewegung. Meistens kriechen und schieben sie sich auf eine unbeholfen wirkende Weise, die für Vögel sehr ungewöhnlich ist, durch das Geäst vorwärts. Der Fuß ist wie bei Hühnervögeln anisodaktyl: Eine Zehe ist nach hinten, drei sind nach vorn gerichtet. Zwar können die Füße einen Ast umfassen und den Vogel tragen, meistens aber liegen Hoatzins so im Geäst, dass das Gewicht auf der Brust liegt. Hier bildet sich mit der Zeit eine Hornschwiele.

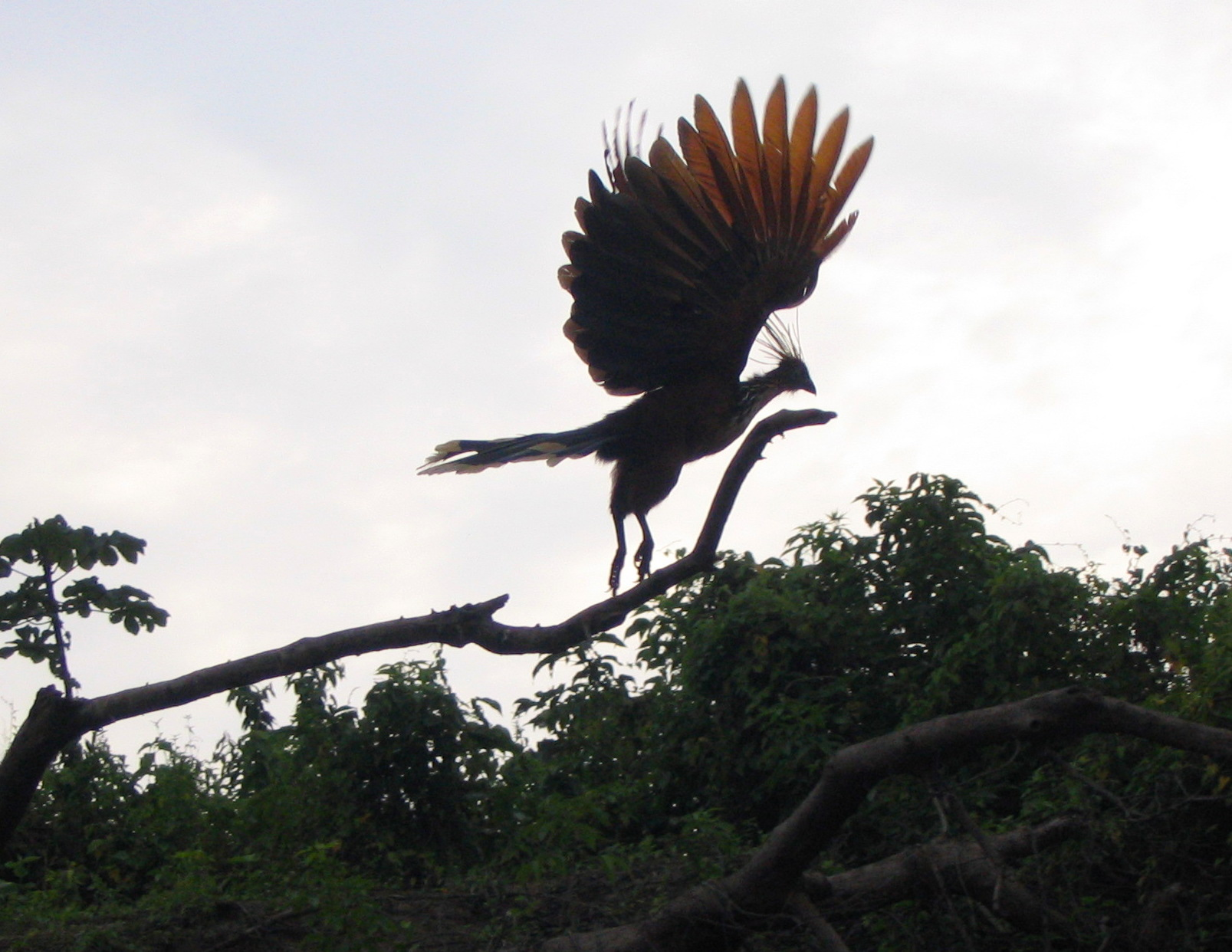
Der Hoatzin ist wegen seiner schwachen Flugmuskulatur nur zu kurzen Flügen imstande.

Da die Flugmuskulatur stark reduziert ist, können Hoatzins nur eingeschränkt fliegen. Bevorzugt wird ein Gleiten, das manchmal von kräftigen Flügelschlägen begleitet ist. Auf diese Weise können maximal Strecken von 350 m zurückgelegt werden, meistens sind die Strecken jedoch sehr viel kürzer. In der Regel besitzen nur die Jungvögel Krallen an den Flügeln, manchmal bleiben diese aber auch bei adulten Vögeln bestehen (siehe Fortpflanzung).
Die größte anatomische Auffälligkeit ist der enorm vergrößerte Vorderdarm. Die Verdauung des Hoatzins findet nicht im Magen statt, sondern im Kropf und in der unteren Speiseröhre. Dieser Bereich ist so voluminös, dass er den Magen um ein Fünfzigfaches an Größe übertrifft. Ein voller Vorderdarm kann 25 % des Gewichts eines Hoatzins ausmachen. Die Verdauung im Vorderdarm ist ein unter Vögeln einmaliges Merkmal, das an die Wiederkäuer unter den Säugetieren erinnert. Die Vergrößerung des Vorderdarms geht mit einem stark reduzierten Brustbein, der Verlagerung des Schwerpunkts nach vorne und der Verkümmerung der Flugmuskulatur einher.
Der Name Stinkvogel bezieht sich auf den Geruch, der dem Vogel nachgesagt wird. In Guyana ist der Hoatzin als Stinking Pheasant bekannt. Der Geruch soll an frischen Kuhdung erinnern und entsteht vermutlich durch die Verdauungsprozesse. Allerdings riechen die Vögel in anderen Regionen Südamerikas – beispielsweise in Venezuela – nicht besonders streng. Vermutlich hängt der Eigengeruch der Hoatzins von der Art der verdauten Nahrung ab.
Die Kontaktrufe der Hoatzins sind Grunzlaute, die drei- bis zehnmal wiederholt werden. Daneben gibt es ein gutturales, an Tauben erinnerndes rruuh. Wenn das Revier gegen Eindringlinge gleicher oder anderer Art verteidigt wird, gibt ein Hoatzin Zischlaute von sich.

## Verbreitung und Lebensraum

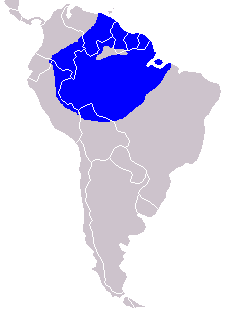
Verbreitungsgebiet des Hoatzins

Der Hoatzin lebt in den tropischen Regenwäldern des nördlichen Teils von Südamerika. Besiedelt werden die Becken der Flüsse Amazonas und Orinoco sowie der zum Atlantik fließenden Ströme Guayanas. Vorkommen gibt es im Osten Kolumbiens, in Venezuela, den drei Guayana-Staaten, in Nord- und Zentral-Brasilien, im äußersten Osten Perus und Ecuadors sowie im Nordosten Boliviens.
Das Habitat der Hoatzins ist der Tieflandregenwald in Höhen bis maximal 500 m über dem Meeresspiegel. Sie kommen ausschließlich entlang von Fluss- und Seeufern vor, und auch hier haben sie bestimmte Vorlieben, die einen Einfluss auf die Häufigkeit haben: Im Binnenland bevorzugen sie das Vorhandensein der Aronstabgewächse Montrichardia und Caladium, in küstennahen Regionen das von Avicennia.

## Lebensweise

### Aktivität
Hoatzins sind in den frühen Morgenstunden und in den Abendstunden aktiv. Den Rest der Zeit verbringen sie ruhend. Oft nehmen sie in den Baumwipfeln Sonnen- oder Regenbäder, zu denen sie die Flügel ausbreiten.
Außerhalb der Brutzeit sind Hoatzins sehr gesellig und leben in großen Gruppen von bis zu 100 Individuen. Während der Brutzeit lösen sich diese Gruppen auf, und kleinere Gruppen bilden winzige Reviere (siehe Fortpflanzung).

### Nahrung
Hoatzins ernähren sich ausschließlich pflanzlich. Fünfzig Nahrungspflanzen sind bekannt, darunter die oben bereits erwähnten Montrichardia, Caladium und Avicennia. Die Nahrung besteht zu 82 % aus grünen Blättern, zu 10 % aus Blüten und 8 % aus Früchten. Es handelt sich um eine nährstoffarme und oft toxische Nahrung.
Die Verdauung findet im Vorderdarm statt. Dieser ist mit kräftigen Muskeln ausgestattet, die Außenwände sind zum Teil verhornt. Mit Hilfe seiner Bakterienflora verdaut der Hoatzin die Nahrung in besonderer Effizienz. Die Bakterien sorgen hier auch für den Abbau der in den Nahrungspflanzen enthaltenen Gifte. Die Verdauungszeit beträgt insgesamt 24 bis 48 Stunden, was erheblich länger als bei jedem anderen Vogel und eher mit einem Schaf vergleichbar ist.

### Fortpflanzung
Zur Brutzeit, die in die regenreichsten Monate fällt, lösen sich die großen Verbände der Hoatzins auf. Nun finden sich kleinere Gruppen von zwei bis acht Vögeln zusammen. Hierbei handelt es sich um das eigentliche Brutpaar, das von seinem Nachwuchs aus vorherigen Bruten unterstützt werden kann (Bruthilfe). In 45 % der Fälle hat ein Paar keine Helfer, in den anderen Fällen beteiligen sich die subadulten Helfer an Revierverteidigung, Nestbau, Brut und Fütterung. Bruten, bei denen solche Helfer zur Verfügung stehen, sind in signifikantem Maße erfolgreicher als andere Bruten. 90 % der einjährigen Vögel bleiben im Folgejahr bei den Eltern, um die Brut zu begleiten. Aber auch ältere Vögel sind manchmal noch zugegen, so zum Beispiel noch 20 % der Vierjährigen und 10 % der Fünfjährigen. Besonders lange bleiben männliche Junge, während Weibchen nie über das dritte Lebensjahr hinaus in der Gegenwart der Eltern bleiben.
Die Reviere sind sehr klein. Sie erstrecken sich im Schnitt 40 m entlang eines Flussufers und werden bis 75 m landeinwärts verteidigt. Die Verteidigung übernehmen vor allem die Männchen. Bei Kämpfen an den Reviergrenzen springen diese mit ausgebreiteten Flügeln aufeinander zu, hacken aufeinander ein und fallen kämpfend in das Geäst zurück.
Das Nest wird immer über dem Wasser errichtet, so dass die Jungvögel direkt vom Nest ins Wasser springen können. Es befindet sich 2 bis 5 m über der Oberfläche und besteht aus Zweigen, die lose aufeinander geschichtet werden. Die Breite des Nests beträgt 30 bis 45 cm. Das Gelege besteht aus zwei bis vier Eiern. Diese sind weiß mit rotbraunen Flecken und haben eine durchschnittliche Größe von 4,7 × 3,3 cm. Sie werden etwa 30 Tage lang bebrütet. Die Jungen sind beim Schlüpfen blind und fast nackt. Schon nach einem Tag öffnen sich die Augen, und nach zehn Tagen sind die Jungen mit einem dichten dunkelbraunen Daunenkleid bedeckt. Die nährstoffarme Nahrung bedingt ein äußerst langsames Wachstum. So entwickeln sich die Schwungfedern erst im Alter von 25 Tagen.

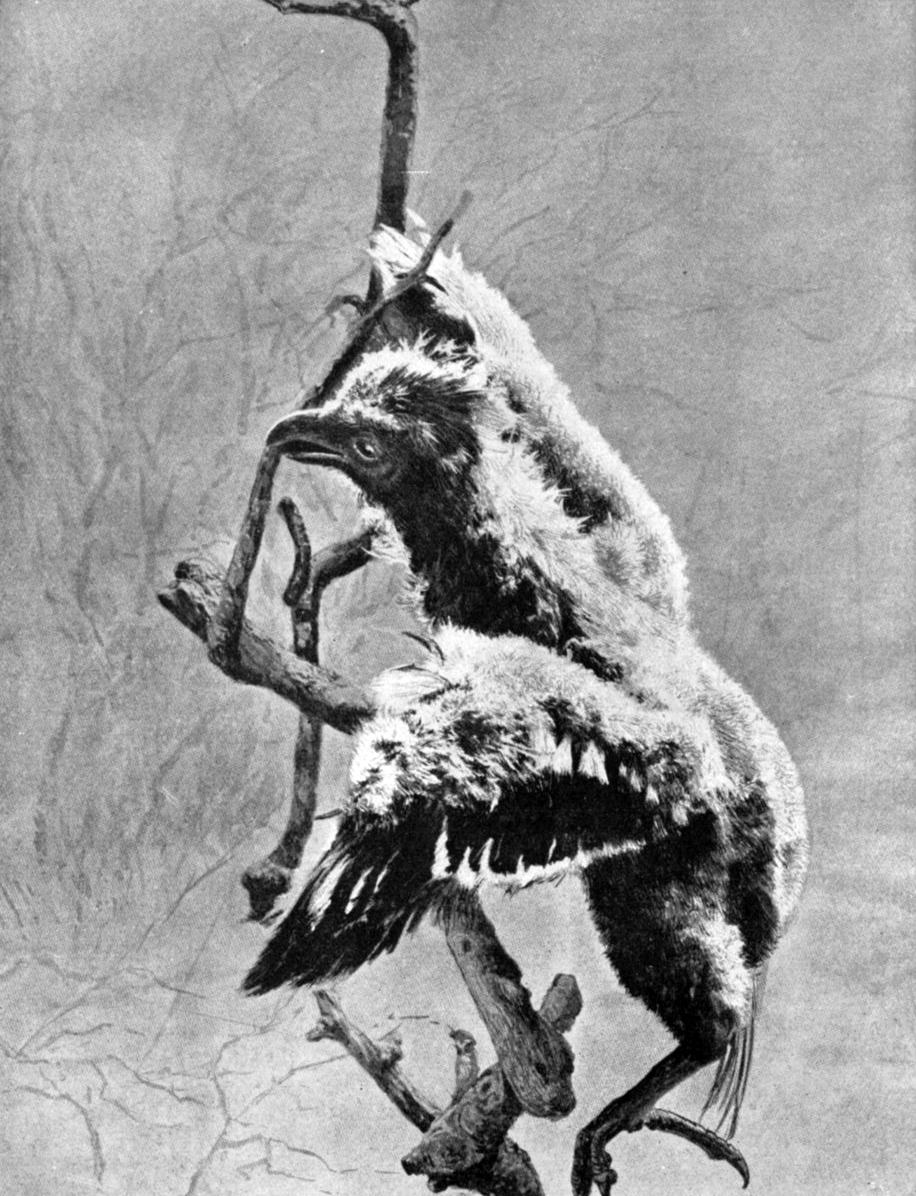
Zeichnung eines jungen Hoatzins im Daunenkleid; sichtbar sind die Krallen an den Flügeln

Im Falle einer akuten Gefahr können die Jungen bereits am dritten Lebenstag das Nest verlassen. In der Regel liegt dieser Zeitpunkt später. Wenn es keinen gefahrenbedingten Anlass zum Verlassen des Nests gibt, verlässt das Junge sein Nest nach etwa zwei bis drei Wochen. Manchmal helfen die Elternvögel mit einem Schubs nach.
Das Verlassen erfolgt immer durch einen Sprung ins Wasser. Die Jungen sind schwimm- und tauchfähig. Anschließend erklettern sie wieder den Baum ihrer Eltern, wobei ihnen die Krallen an den Flügeln behilflich sind. Diese Krallen sind die Enden des zweiten und dritten Fingers und ragen als kleine gerundete Haken aus den Flügeln heraus. Die Jungvögel kehren jedoch nicht ins Nest zurück, sondern werden an verschiedenen Stellen des Geästs weiter betreut. Der Sprung ins Wasser kann jederzeit wiederholt werden und dient als Flucht vor Feinden.
In den ersten zwei Monaten ihres Lebens werden junge Hoatzins von den Eltern und deren Helfern gefüttert. Hierzu stecken sie bettelnd ihren Schnabel in den Rachen der Altvögel. Diese würgen dann einen vorverdauten, grünlichen Nahrungsbrei aus. Nach fünfzig bis siebzig Tagen beginnen Hoatzins, eigenständig Nahrung zu sich zu nehmen. Etwa gleichzeitig erlangen sie auch ihre (eingeschränkte) Flugfähigkeit. Die Flügelkrallen werden zwischen dem 70. und 100. Tag des Lebens abgeworfen. In seltenen Fällen bleiben sie auch bei adulten Vögeln bestehen, erfüllen bei diesen aber keine Funktion mehr.
Nur durchschnittlich 27 % der Bruten sind erfolgreich. Trotz des Fluchtmechanismus‘, bei dem ein Junges vom Baum ins Wasser springt, gelingt es zahlreichen Feinden, junge Hoatzins zu erbeuten. Die wichtigsten Feinde unter den Säugetieren sind Kapuzineraffen, Tayras, Opossums, Grisons, Krabbenwaschbären und Ozelots. Bei den Vögeln gehören Waldfalken, Zweifarbensperber, Schwarzbussarde, Sperberweihen und Prachtadler zu den Hoatzin-Jägern.
Bisher wurde eine Höchstlebensdauer von acht Jahren festgestellt. Es gibt jedoch noch ungenügende Untersuchungen, eine potenziell höhere Lebensdauer wird für sehr wahrscheinlich gehalten.

## Stammesgeschichte
Gelegentlich wurde der Hoatzin für ein Missing Link (fehlendes Glied) zwischen heutigen und ausgestorbenen, reptilienartigen Vögeln gehalten. Wegen der Flügelkrallen der Jungvögel wurde eine Verwandtschaft mit dem Urvogel Archaeopteryx vermutet, der ebenfalls dieses Merkmal aufwies. Man geht heute allerdings davon aus, dass diese Anpassung jüngeren Datums ist und keine direktere Verwandtschaft besteht.
Fossile Hoatzins waren bis 2011 nicht bekannt, es gibt jedoch Fossilfunde, bei denen zumindest über eine Zuordnung zu den Hoatzins spekuliert wird. Hier ist Foro panarium aus dem unteren Eozän Nordamerikas zu nennen. Dieser Vogel hatte einen hoatzinartigen Schädel, erinnert aber im restlichen Skelett eher an Turakos. Aus Südamerika bekannte Fossilfunde sind Filholornis aus dem oberen Eozän und unteren Oligozän sowie Hoazinoides aus dem Miozän. Bei beiden ist umstritten, ob es sich um fossile Hoatzin-Verwandte oder um Hokkohühner handelt.
Im Juli 2011 wurde Namibiavis senutae, ein fossiler Vogel aus dem frühen Miozän (vor 23 Millionen Jahren) von Namibia, als Verwandter des Hoatzins identifiziert. Seine Schulter- und Oberarmknochen sind bereits ähnlich umgeformt wie bei heute lebenden Hoatzins. Noch älter ist der Hoatzin-ähnliche Vogel Protoazin parisiensis aus dem späten Eozän von Frankreich. Die Funde aus Afrika und Europa legen deshalb nahe, dass sich die Linie ursprünglich in der Alten Welt entwickelt hat und die unmittelbaren Vorfahren des Hoatzins auf Treibgut nach Südamerika gekommen sind.

## Systematik

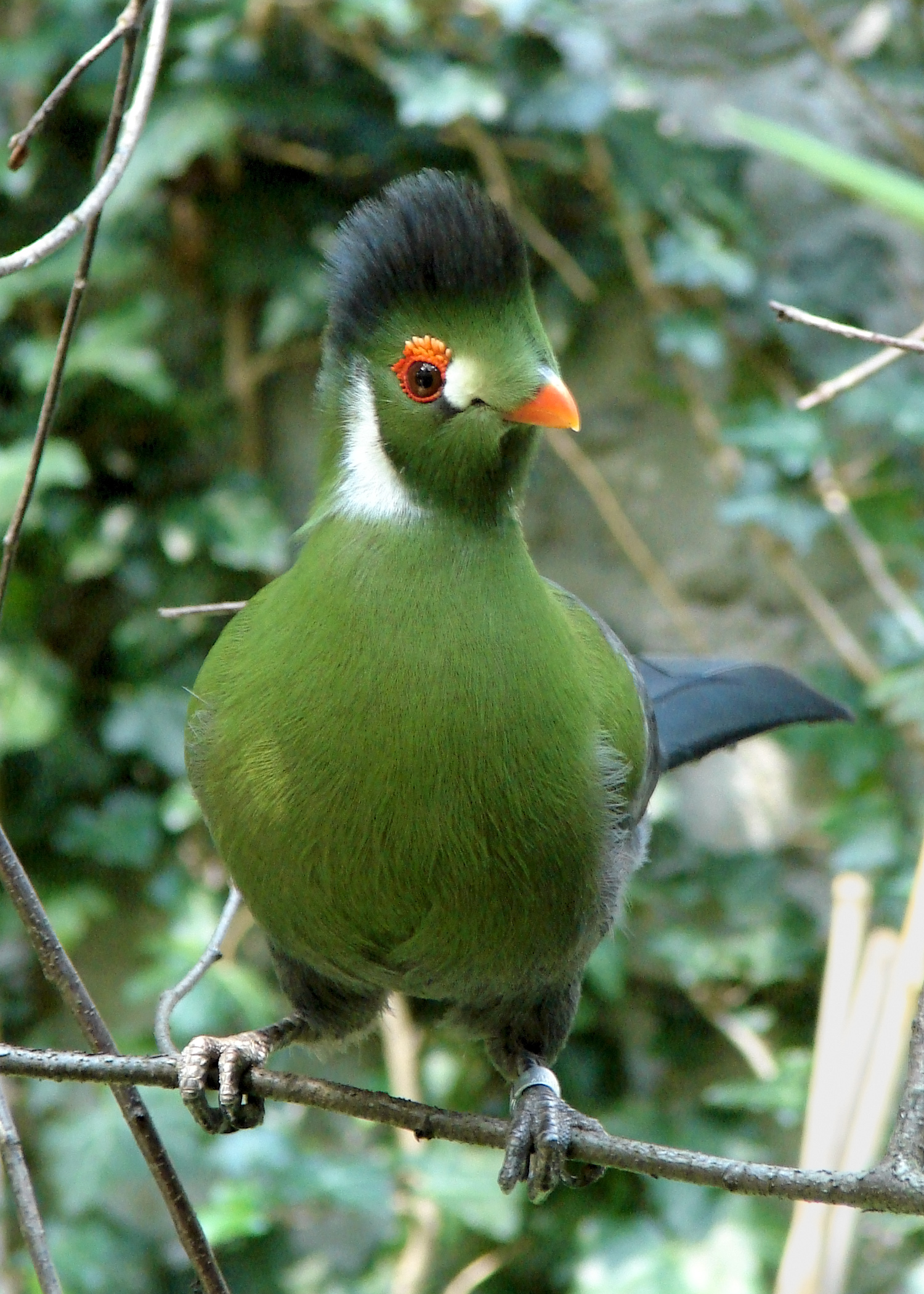
Gelegentlich wurden die Turakos für Verwandte des Hoatzins gehalten. Hier: Weißohrturako (Tauraco leucotis)

Die systematische Zugehörigkeit des Hoatzins ist vermutlich umstrittener als die jedes anderen Vogels. Philipp Ludwig Statius Müller beschrieb den Vogel 1776 zunächst als Phasianus hoazin, also als einen Fasan. Seitdem wurde der Hoatzin wechselweise in die Nähe von Steißhühnern, Hokkohühnern, Turakos, Rallen, Trappen, Seriemas, Flughühnern, Tauben und Mausvögeln gestellt.
Am meisten Zuspruch fanden im 20. Jahrhundert die Zuordnung zu den Hühnervögeln oder zu den Kuckucksvögeln. Dabei sprach vor allem die Osteologie und die mikroskopische Struktur der Federn für die Hühnervögel, die DNA-DNA-Hybridisierung, die Eier und Verhaltensweisen für die Kuckucksvögel. Der Parasitenbefund, der oft bei der Zuordnung von Tieren behilflich ist (miteinander verwandte Tiere beherbergen auch miteinander verwandte Parasiten), hilft beim Hoatzin nicht weiter. Sämtliche Parasiten sind ausschließlich auf dem Hoatzin zu finden und tolerieren weder einen anderen Wirt noch sind nähere Verwandte bekannt.
1999 vermeldete eine Studie, dass neue genetische Analysen die Stellung des Hoatzins geklärt hätten und dass dieser in der Nähe der Turakos eingeordnet werden müsse. Dem widersprach allerdings eine nachfolgende Studie, die den vorhergehenden Analysen vorwarf, fehlerhaft zu sein; die neue Analyse fand keine Anzeichen für eine Verwandtschaft zu Kuckucksvögeln oder Turakos.
Heute wird der Hoatzin in eine eigene Ordnung gestellt, die Opisthocomiformes. Als Autoren für diese Ordnung werden verschiedene Zoologen genannt. Für die Benennung der Ränge oberhalb der Familien gibt es keine einheitlichen Regeln durch den ICZN. Johann Georg Wagler war einer der ersten Systematiker, die dem anatomisch von den anderen Vögeln stark abweichenden Hoatzin im Jahr 1830 einen eigenen Rang oberhalb des Familienranges einräumten. Er stellte diese „Sippe“ allerdings in die Ordnung der Kuckucksvögel.
Wo diese Ordnung innerhalb der Vögel eingeordnet werden soll, ist aber weiterhin umstritten. Richard O. Prum und Kollegen stellten die Opisthocomiformes basal in die Inopinaves, eine durch DNA-Vergleiche ermittelte Klade, zu der die meisten „Landvögel“ (core landbirds), darunter die Greifvögel (Accipitriformes), die Spechtvögel (Piciformes), die Papageien (Psittaciformes) und die Sperlingsvögel (Passeriformes), gehören. Bei Kuhl und Mitarbeitern erhält sie dagegen eine völlig andere Position und ist die Schwestergruppe der Strisores, eines ranglosen Taxons, zu dem u. a. die Ordnungen der Nachtschwalben (Caprimulgiformes) und der Seglervögel (Apodiformes) gehören.
Siehe auch: Kladogramme in der Systematik der Vögel

## Menschen und Hoatzins
In manchen Regionen Südamerikas haben indigene Völker die Eier und das Fleisch der Hoatzins gegessen und ihre Federn als Schmuck verwendet. In anderen Gebieten gilt der Vogel jedoch wegen seines Gestanks als ungenießbar.
Die größte Bedrohung des Hoatzins geht nicht von der Jagd, sondern von der Zerstörung der Regenwälder aus. Wegen seiner eingeschränkten Bewegungsfähigkeit kann sich der Hoatzin bei einer Zerstörung seines Lebensraums nicht einmal in benachbarte unberührte Gebiete zurückziehen. Der Hoatzin ist gegenüber jeder Störung sehr empfindlich. Selbst ein maßvoller Tourismus im Brutgebiet sorgt für einen eingeschränkten Bruterfolg. Da das Verbreitungsgebiet des Hoatzins jedoch sehr groß ist, gilt er insgesamt noch nicht als gefährdet.
Im Zoo werden Hoatzins fast nie gehalten. Der Bronx Zoo in New York hatte einige Jahre Hoatzins in Pflege, die sich aber nicht fortgepflanzt haben.
Er ist als Nationalvogel ins Wappen Guyanas integriert.